# ダルマバラ
ダルマバラ（Darmabala、中統5年6月4日（1264年6月29日）- 至元29年5月8日（1292年5月25日））は、元の皇族。漢字表記は答剌麻八剌太子、『集史』のペルシア語表記では ترمه بلا Tarma Balā。世祖クビライの皇太子チンキムの次男で、父の死後には祖父のクビライの有力な後継者候補として将来を嘱望されたが、早世した。

## 生涯
ダルマバラは、チンキムがコンギラト部族出身の妻のココジンとの間にもうけた3人の嫡子のうちの次男であり、兄にカマラ、弟にテムルがいる。幼い頃から常にチンキムのもとに留められて膝下に育てられ、子供のうちに名門コンギラト部族出身のダギを妻に迎え入れるなど、皇孫として恵まれた環境に育った。
クビライの後継者の最有力候補として権勢を誇ったチンキムが至元22年12月（1286年1月）に没すると、その子である皇孫たちが後継者として重要な候補となった。ダルマバラは皇孫たちの中でも最も祖父に愛され、しばしば宮廷に呼ばれたので、後継者候補として有力になった。
至元28年（1291年）、ダルマバラはクビライの命令を受け、所領である河南の懐州に赴いたが、旅程上で病を発し、大都に呼び戻された。翌至元29年（1292年）初頭、クビライの移動宮廷（オルド）が夏の都の上都に向かって季節移動を始めた後も病気の治療のため大都に留まったが、まもなく病死した。
親王ダルマバラは妃のダギとの間にカイシャン、アユルバルワダの2子を残した。弟のテムルの死後、大徳11年（1307年）になってカイシャンが即位すると、亡父のダルマバラは昭聖衍孝皇帝と追諡され、廟号を順宗として、皇帝に准ずる祭祀を受けた。

## 宗室
- 父 チンキム
- 母 ココジン

- 兄 カマラ
- 弟 テムル

- 后妃 ダギ

### 男子
- 長男 アムガ
- 次男 カイシャン
- 三男 アユルバルワダ